# Amelio De Juliis
Amelio De Juliis (Pizzoferrato, 29 maggio 1926 – San Pietro in Casale, 20 aprile 1945) è stato un partigiano e militare italiano, decorato con la Medaglia d'oro al valor militare alla memoria durante la seconda guerra mondiale.
Morto ad appena 18 anni, è uno dei più giovani decorati con medaglia d'oro al valor militare dell'Esercito Italiano.

## Biografia
Nacque a Pizzoferrato (provincia di Chieti) il 30 maggio 1926, e all’atto delle firma dell’armistizio dell’8 settembre 1943 esercitava la professione di bracciante. Nel novembre successivo, all'età di diciassette anni, divenne partigiano presso la Brigata "Pizzoferrato" operante nel suo paese natale, partecipando a numerosi scontri con le truppe tedesche, e riuscendo a sfuggire al massacro avvenuto nella chiesetta della Madonna Del Girone, dove molti combattenti della resistenza, che vi si erano rifugiati, furono trucidati dai tedeschi.
Con l’arrivo delle truppe alleate si imbatté nel 1º Squadrone da ricognizione "Folgore", comandata dal capitano Carlo Francesco Gay, operante all'interno del XIII Corpo d'armata britannico e aggregati alla I° Divisione Canadese. 
Divenutone la guida in quel settore del fronte, l'iniziale collaborazione con i nuovi compagni si trasformò in fraterna amicizia, inducendolo ad arruolarsi nell'Esercito Cobelligerante Italiano insieme con il suo amico Aristide Arnaboldi. L'iniziale resistenza degli ufficiali fu presto superata, ed egli conseguì il brevetto di paracadutista nel marzo 1945, il più giovane dell’esercito italiano.
Poco prima della liberazione, decise di offrirsi volontario come paracadutista dell'operazione Herring, dove fu impiegato nella pattuglia "O". Il 20 aprile 1945 la sua pattuglia venne lanciata da un aereo da trasporto militare Douglas C-47 Dakota oltre le linee difensive tedesche, ma venne subito individuata ed accerchiata dai soldati nemici. Dopo un duro combattimento avvenuto nei pressi di Maccaretolo di San Pietro in Casale (provincia di Bologna), i paracadutisti riuscirono a rompere l'accerchiamento ed a ritirarsi. Messosi in salvo, anche se ferito, egli si accorse della mancanza del suo comandante, il sottotenente Angelo Rosas, e del suo amico caporale maggiore Arnaboldi, e ritornò indietro per soccorrerli, ma rimase ucciso nel seguente combattimento.

## Memoria
Per onorare il suo coraggio gli fu concessa la Medaglia d'oro al valor militare, mentre il sottotenente Angelo Rosas e il caporal maggiore Aristide Arnaboldi furono entrambi decorati con la Medaglia d'argento.
In memoria di Amelio De Juliis è stato realizzato un monumento nel suo paese natale, dove nel 2002 gli è stata dedicata una piazza nonché la locale sezione dell'Associazione Nazionale Partigiani Italiani (ANPI). Anche nel comune di San Pietro in Casale è presente una via a lui intitolata, oltre che una lapide in memoria sua e di Aristide Arnaboldi.
Il suo nome compare sull'ara dei paracadutisti d'Italia realizzata a Draconcello, nel comune mantovano di Poggio Rusco, teatro dell'operazione Herring.

### Periodici
- Ilio Muraca, Per l’Operazione Herring il coraggio di 226 parà, in Patria indipendente, Roma, Associazione Nazionale Partigiani d’Italia, 26 settembre 2010,  pp. 30-31.